# Cygnus-X
Cygnus X és una massiva regió de formació estel·lar de 10° de grandària aparent situada a la constel·lació del Cigne a una distància de 1,4 kiloparsecs del Sol. S'estudia detalladament amb ajuda del telescopi d'infrarojos Spitzer, com que és darrere de l'esquerda del Cigne, un grup de núvols de pols interestel·lar que absorbeix bona part de la llum dels seus estels, el que dificulta molt estudiar-lo amb telescopi òptic.

## Propietats físiques
Cygnus X té el major nombre de protoestrelles massives en un radi de 2 kiloparsecs al voltant del Sol, així com la major associació estel·lar també en aquest radi (Cygnus OB2), amb un nombre d'estrelles de tipus espectral O i B que podria arribar fins a 2600, 100 d'elles d'espectre O, i una massa de 10⁵ masses solars. Inclou també un dels majors núvols moleculars coneguts, amb una massa de 3 milions de masses solars. És una de les regions galàctiques on els fenòmens de formació d'estrelles són més actius; al seu interior hi ha diverses regions H II individuals, associacions OB brillants i cúmuls oberts, als quals s'afegeix un gran nombre d'estrelles joves o en formació.

Recerques recents mostren que el complex a més de Cygnus OB2 inclou una altra associació estel·lar, Cygnus OB9, a més d'encara més estels de tipus primerenc incloent-hi un nombre d'estels supergegants de tipus espectrals O i B, de les quals cal destacar a BD+40 4210, supergegant blava i candidata a variable lluminosa blava que està entre els estels més brillants del complex.
També s'ha descobert que la formació estel·lar que ha començat des de fa almenys 10 milions d'anys, continua fins al present